# Wilhelmina Drucker
Wilhelmina Drucker (nascuda amb el nom de Wilhelmina Elizabeth Lensing) (Amsterdam, 30 de setembre de 1847 - Amsterdam 5 de desembre de 1925), va ser una de les primeres feministes neerlandeses, política, i escriptora neerlandesa coneguda sota els seus pseudònims «Gipsy», «Gitano», i «E. Prezzi».

## Biografia
Drucker va ser una de les dues filles de la costurera Constantia Christina Lensing i del banquer Louis Drucker, però el seu pare es va negar a casar-se amb la seva mare i reconèixer legalment les seves filles, que no les va transferir el seu cognom, el que significa Wilhelmina va créixer en circumstàncies difícils. Ella va seguir la mateixa professió que la seva mare.
Des de 1886 en endavant va assistir a les reunions de la Sociaal-Democratische Bond (Unió Social-Demòcrata), del sindicat De Unie (La Unió), del Nederlandsche Bond voor Algemeen Kies (Lliga Neerlandesa per al Sufragi Universal), i de l'associació de lliurepensadors De Dageraad (L'Aurora).
En els anys següents el socialisme va tenir una important influència formativa en ella. Ella va argumentar que a partir de la seva experiència personal en un context més ampli, l'anàlisi i la comprensió dels mecanismes socials que afectaven a les dones, va ser capaç de concebre les mesures a prendre per aconseguir un canvi.

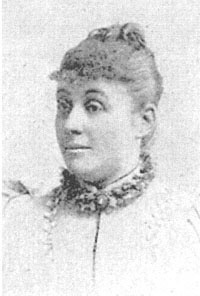
Wilhelmina Drucker

El seu pare va morir en 1884, i només es va assignar una petita part de l'herència a Mina i a la seva germana Louise. La major part de l'herència la va rebre el seu mig germà, el polític liberal Hendrik Lodewijk Drucker. Wilhelmina i la seva germana van començar a exercir pressió sobre ell escrivint la novel·la George David (1885), sota els pseudònims G. i E. Prezcier, en la qual va denunciar la doble moral del seu pare, la seva relació amb una dona més rica i el reconeixement dels seus fills que va tenir amb ella. Wilhelmina va iniciar una demanda contra el seu mig germà que va guanyar en 1888, obtenint així la seva independència financera. Immediatament després d'això, ella i altres dones dels cercles radicals i socialistes van començar a publicar De Vrouw (La Dona), una revista setmanal per a les dones i les nenes.
En 1889 va fundar la Vrije Drucker Vrouwen Vereeniging (VVV, Associació de Drucker de Dones Lliures), que en 1894 es va convertir en la Vereeniging voor Vrouwenkiesrecht (VVK, Associació dels Drets de la Dona). El 1891, Drucker va representar la VVV al Congrés Internacional del Treball Socialista a Brussel·les, el segon congrés de la Segona Internacional, on ella i els delegats d'Alemanya, Àustria-Hongria i Itàlia van ser cridats per a realitzar una resolució dels manifests dels «partits socialistes» de tots els països, que havia d'incloure una crida a la plena igualtat legal i política d'homes i dones; aquesta resolució va ser aprovada pel Congrés.

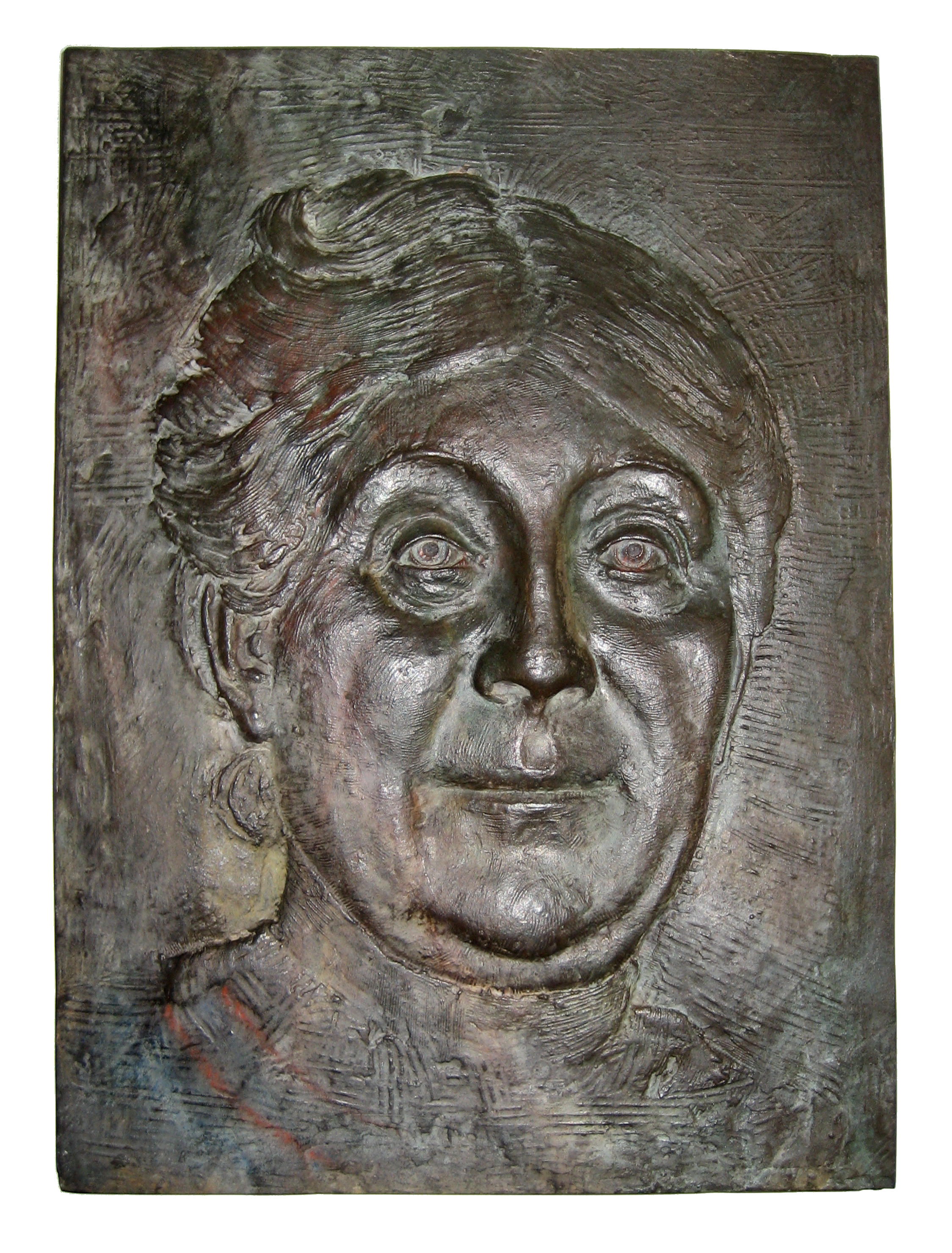
Placa de bronze de Wilhelmina Drucker, feta per l'escultor neerlandés Gerrit van der Veen (1902-1944)

En 1893, Drucker va decidir que la causa de les dones era una qüestió de les dones i finalment seguir el seu propi camí. Junt amb la seva mà dreta, Dora Schook-Haver, van fundar la revista setmanal Evolutie (Evolució), que va durar fins a 1926, on es publicaven articles que les preocupaven, com el treball, la llar, la política interior i exterior, el sufragi de les dones i l'educació de les dones. Drucker va donar una conferències a través dels Països Baixos per a involucrar la creació de diversos sindicats femenins. També va lluitar per la igualtat de gènere denunciant els abusos comesos en aquesta àrea, com ara l'obligació de la dona a contreure matrimoni i a la maternitat, la humiliant subordinació de la dona casada amb el seu marit, i la doble moral dels homes que privava dels drets als fills il·legítims. Drucker considerava que aquests abusos eren el resultat de la dependència econòmica de les dones, les falses creences sobre la sexualitat femenina, i les injustícies sistemàtiques en la llei del matrimoni i de la descendència. També van argumentar contra el poder civil, contra la prohibició de la investigació sobre la paternitat, contra la distinció entre fills legítims i il·legítims, i sobre la llibertat de matrimoni com una unió entre iguals, on la independència econòmica de les dones i la lliure disponibilitat dels anticonceptius eren requisits previs.
En 1897 es va convertir en una membre de la recentment fundada Vereeniging Onderlinge Vrouwenbescherming (OV, Societat de Protecció mútua de la Dona), que va treballar pels drets de les mares solteres i dels seus fills. Drucker va afirmar que l'OV havia de ser una organització militant que uniria a totes les dones (casades o no, i amb fills o sense), per a treballar en l'àmbit públic pels drets de la dona, contra les lleis injustes i la moral antiquada.
Ella va explicar el seu pensament i idees sobre la missió i el paper de l'OV, i va establir les bases de les organitzacions d'activistes posteriors com Blijf van mijn Lijf (literalment «Per estar allunyada del meu cos», una xarxa de refugis per a dones) i Vrouwen tegen Verkrachting (Dones contra la violació).

## Commemoracions
El grup feminista Dolle Mina (La Mina dolenta), creat el 1969, es va anomenar així com una variació d' IJzeren Mina (La Mina de ferro), el malnom en què va ser coneguda Wilhelmina Drucker, considerada com una ícona de l'estil de vida modern.

## Obres
- Over vrijen en trouwen, waar velen van houwen - [S.l.] : [s.n.], 1905. - p. 138-139 (neerlandès)
- Vrouwenarbeid in het verleden en in het heden: rede gehouden op de Algemeene Vergadering van den Nationalen Vrouwenraad in Nederland op 26 April 1906 te Groningen / Wilhelmina Drucker. - [S.l.] : [s.n.], 1906. - 10p. (neerlandès)
- Autour du travail de la femme - Amsterdam : [s.n.], 1911. - 14p. (francès)
- Moederschap : sexueele ethiek / M. Cohen Tervaert-Israëls, J. Rutgers, G. Kaptein-Muysken, W. Drucker, Ch. Carno-Barlen, Est.H. Hartsholt-Zeehandelaar, Titia van der Tuuk, Martina G. Kramers, C.C.A. de Bruine-van Dorp, Lod. van Mierop, S. van Houten, J.C. de Bruïne ; Nationaal Comité voor Moederbescherming en Sexueele Hervorming. - Almelo : Hilarius, 1913. - 158p. (neerlandès)
- Waarom kiezen de vrouwen niet mee? - Amsterdam : Vrije Vrouwenvereeniging, 1915. - 2p. (neerlandès)
- Waarde voorstander(ster) / M.W.H. Rutgers-Hoitsema, Martina G. Kramers, W. Drucker, M.J. de Soete. - [S.L.] : Vereeniging "Nationaal Comité in zake wettelijke regeling van vrouwenarbeid", 1916. - 1p. (neerlandès)
- Geen blinde volgelingen: opgedragen aan de leden der Vereeniging voor Vrouwenkiesrecht / J.S.R. Baerveld-Haver, Wilhelmina Drucker, Nine Minnema, Jacoba F.D. Mossel, M.S. Wiener. - Amsterdam : [s.n.], 1916. - 19p. Xeroks (neerlandès)
- De verbetering van het recht der vrouw. Par. 1. De Vrije Vrouwenvereeniging - Amsterdam : Elsevier, 1918. - 14p. Overdruk uit: De vrouw, de vrouwenbeweging en het vrouwensvraagstuk. Encyclopaedisch Handboek deel II onder redactie van C.M. Werker-Beaujon, Clara Wichmann en W.H.M. Werker p. 136-149. (neerlandès)
- Rapport van de Enquête-commissie, ingesteld door het Comité van Actie tegen het ontslag der gehuwde ambtenaressen / Wilhelmina Drucker, W. Willink-Altes. - [S.l.] : [s.n.], 1928. - 3 p. (neerlandès)
- Internationaal Archief voor de Vrouwenbeweging: jaarboek = Yearbook International Archives for the Women's Movement : I. - Leiden : Brill, 1937. - 175p. amb fotografies (neerlandès)